# Công tước xứ Alba
Công tước xứ Alba de Tormes (tiếng Tây Ban Nha: Duque de Alba de Tormes), thường được gọi là Công tước xứ Alba, là một tước hiệu của giới quý tộc Tây Ban Nha đi kèm với phẩm giá của Grandee Tây Ban Nha. Năm 1472, tước hiệu Bá tước Alba de Tormes, do García Álvarez de Toledo kế thừa, được Vua Henry IV của Castile nâng lên thành Công tước xứ Alba de Tormes.
Từ năm 1802, tước vị Công tước xứ Alba được thừa kế bởi Carlos Miguel Fitz-James Stuart, theo quyền của mẹ là María Cayetana de Silva, Nữ công tước thứ 13 xứ Alba. Cha của ông là Jacobo Fitz-James Stuart, Công tước thứ 5 xứ Liria và Jérica, có tổ tiên trực hệ là James FitzJames, Công tước thứ nhất xứ Berwick, vốn là con hoang hoàng gia của vua Charles II của Anh.